# Pieter Menten

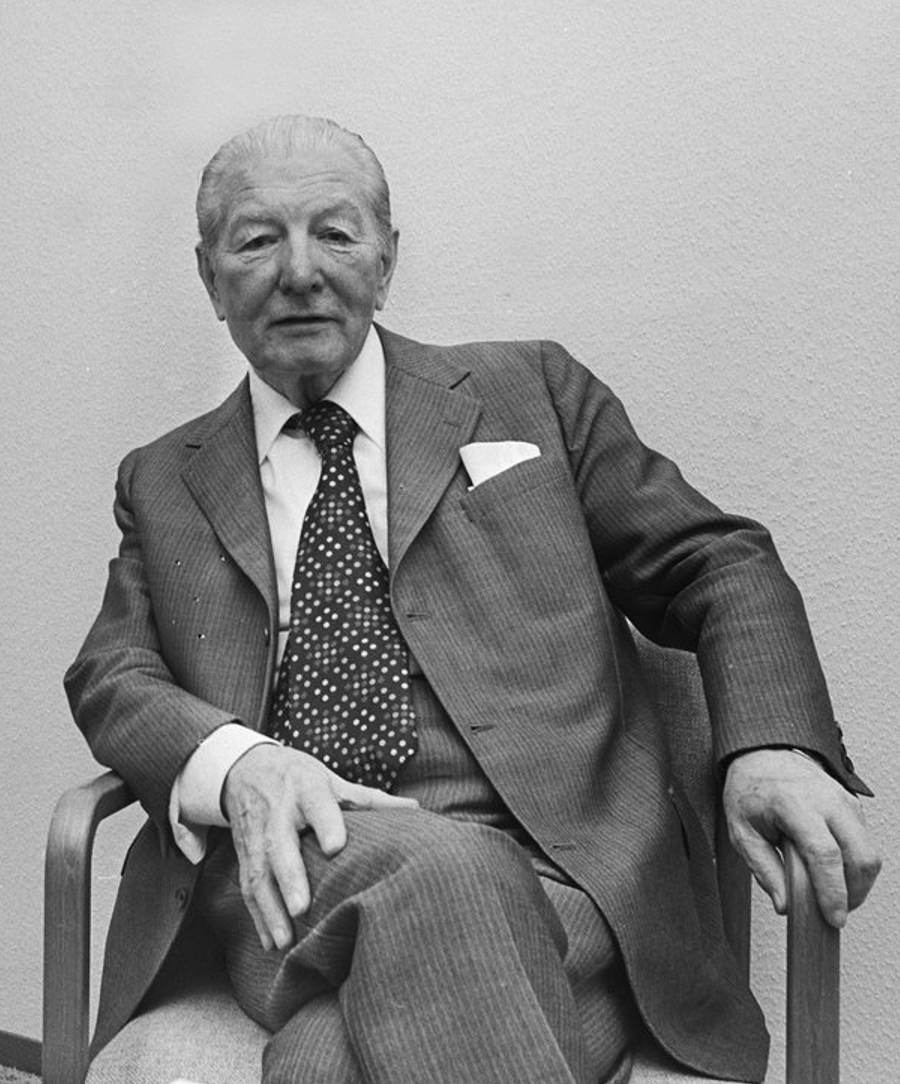
Pieter Menten år 1977.

Pieter Nicolaas Menten, född 26 maj 1899 i Rotterdam, Nederländerna, död 14 november 1987 i Loosdrecht, Nederländerna, var en nederländsk konsthandlare, SS-man och dömd krigsförbrytare.

## Biografi

### Andra världskriget
Menten föddes i Rotterdam i en välbärgad familj, men bodde från 1923 i Galizien där han var godsägare och affärsman. När Tyskland anföll Polen den 1 september 1939 och ockuperade landets västra delar och Sovjetunionen besatte östra Polen samma månad, flyttade Menten tillbaka till Nederländerna. När Operation Barbarossa hade igångsatts i juni 1941 och Tyskland hade erövrat östra Polen från Sovjetunionen, återvände Menten till Galizien. Han gick med i SS och tjänstgjorde först som tolk, men inom kort tog han del i selektioner av vilka judiska familjer som skulle deporteras. Med tjänstegraden SS-Hauptscharführer ingick Menten i Einsatzkommando zur besonderen Verwendung ("Insatskommandot för särskilt ändamål") som under Karl Eberhard Schöngarths befäl opererade i bland annat Galizien. Menten stal konstsamlingar och skall ha skickat tre tågvagnar med konst till Nederländerna.

### Rättegång
Menten ställdes inför rätta i Nederländerna 1949 för kollaboration och för konststölder, men dömdes till ett kort straff: åtta månader, vilket var lika med häktningstiden. Han utlämnades inte till Polen, utan blev en av Nederländernas rikaste män. År 1976 ämnade Menten auktionera ut några konstverk. Journalisten Hans Knoop tipsades att flera av dessa verk skulle ha varit stulna i Polen. Menten dömdes 1980 till 10 år fängelse för mord på judiska bybor 1941; han frigavs 1985.